# Rhyssa persuasoria

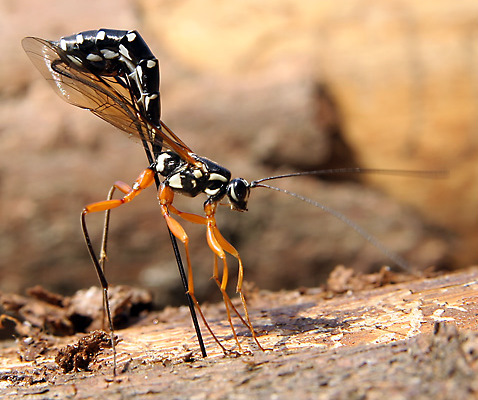
L'esemplare femmina inserisce l'ovopositore all'interno della corteccia di un albero

La rissa persuasoria (Rhyssa persuasoria Linnaeus, 1758) è un insetto appartenente alla famiglia degli Icneumonidi della quale è la specie più grande e appariscente.

## Descrizione
La rissa persuasoria è la specie di Icneumonidi più grande della Gran Bretagna e una delle più grandi d’Europa. Gli adulti hanno una lunghezza variabile dai 10-20 millimetri per gli esemplari maschi ai 20-40 millimetri delle femmine, alle quali vanno aggiunti i circa 20-40 millimetri dell'ovopositore.
La rissa persuasoria è un insetto dal colore bruno-rossiccio, facile da identificare per via di piccole e caratteristiche macchie biancastre che si estendono lungo l'intera lunghezza del corpo nero e sottile, dal torace all’addome. Le gambe sono lunghe e rossicce. 
La rissa possiede anche antenne lunghe e sottili; sulla parte superiore del torace e nella parte anteriore è dotato di creste trasversali, usate per emergere dalla tana di corteccia nel quale è stato incubato da larva.
Alcuni esemplari possiedono nella parte inferiore dell’addome una lunga e sottile appendice, che conferisce loro un aspetto pericoloso, alla stregua di una pericolosa zanzara, poiché viene erroneamente scambiata per un pungiglione. In realtà questa appendice, spesso più lunga del corpo stesso dell’insetto, è un ovopositore, attraverso il quale l’esemplare femmina depone le uova in profondità all’interno della corteccia degli alberi, per garantire alle larve un riparo sicuro e una più certa fonte di cibo.
Una caratteristica insolita della rissa è appunto la sua capacità di forare il legno. Questa capacità è legata al fatto che la cuticola, ossia il rivestimento più esterno del corpo di questi insetti, contiene zinco e magnesio, i quali possono raggiungere il 10% del peso totale dell'appendice. La loro presenza rende la cuticola forte, impedendo che si logori o si rovini durante la perforazione della corteccia nel momento della deposizione delle uova.

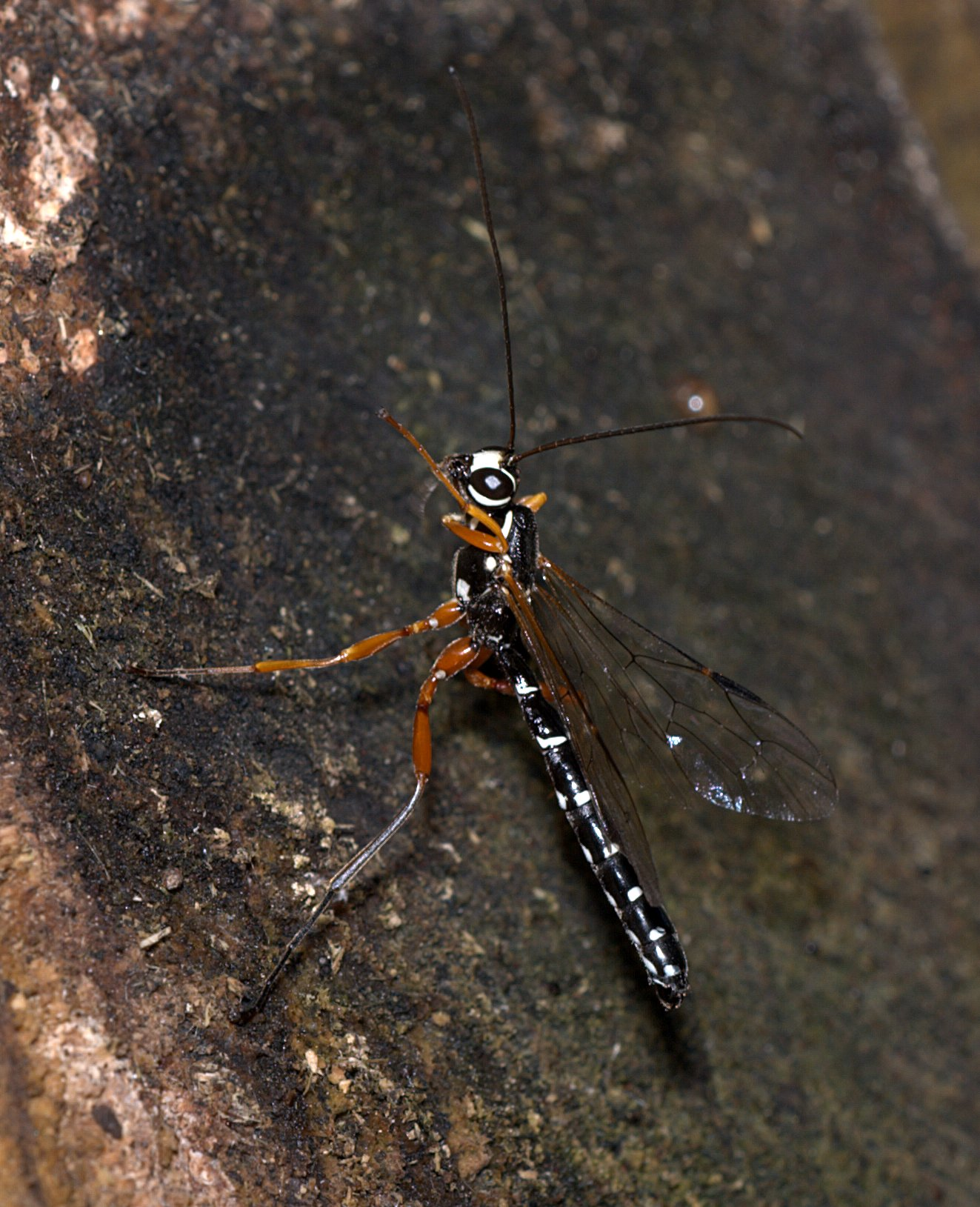
Esemplare maschio di Rhyssa Persuasoria

## Biologia

### Alimentazione
L'alimentazione della Rissa persuasoria consiste prevalentemente in altri insetti.
Le larve di quelli che vivono nel legno, diventano riserva di cibo e un incubatore per le piccole larve di Rissa persuasoria per tutta la primavera.
La Rissa persuasoria attacca le larve di altri imenotteri, i Siricidi, e in particolare quelle della specie Urocerus gigas, insetti particolarmente pericolosi per gli alberi poiché li danneggiano gravemente dall’interno. Nonostante questo suo modo di agire possa apparire cruento, la Rissa persuasoria può quindi essere considerata un insetto utile per la sopravvivenza degli alberi infestati da altri insetti.

### Riproduzione
La rissa persuasoria è attiva prevalentemente nel periodo estivo. Per la deposizione delle uova, la femmina in genere predilige gli alberi di pino, o anche il legname caduto e secco, poiché all’interno spesso sono presenti le larve di altri insetti che fungeranno da nutrimento per le larve. 
Per deporre le uova, la femmina cerca il punto dell’albero dove la concentrazione di possibili ospiti è maggiore: le sue antenne captano infatti gli odori emanati dai tunnel di legno delle larve. 
Quando localizza un sito a suo parere promettente, la femmina inizia a picchiettare sulla superficie del legno con le sue lunghe antenne. Quindi usa il suo lungo ovopositore per praticare un foro di sonda, attraverso un movimento velocissimo dell’appendice. L’insetto può creare diversi fori sonda prima di trovare quello appropriato, nel quale esercita una leggera pressione in modo tale da spingersi più in profondità possibile. Dopo 30-60 minuti, in caso di successo, si aprirà una breccia nella parete del tunnel e rilascerà le sue uova all’interno della corteccia. 
Gli abituali ospiti della larva di rissa persuasoria sono le larve dei siricidi. L’aspetto interessante è che le uova vengono deposte esternamente all'ospite, che di solito è una larva di siricide. Quando l'uovo di Rissa persuasoria schiude, la larva inizia a mangiare l’ospite ancora in vita, divorando gli intestini e il tessuto muscolare e terminando con gli organi vitali. Questo particolare procedimento serve a mantenere l'ospite in vita il più a lungo possibile e garantisce un approvvigionamento di cibo fresco e duraturo durante tutto il periodo di crescita della larva. 
Successivamente la larva attende la maturità e, ad età adulta raggiunta, scava una galleria d’uscita dalla corteccia. Una volta emersa come vespa adulta, si nutrirà di una dieta a base di nettare o melata.

## Anatomia
- Antenna
- Funicolo
- Scapo
- Scudo
- Propodeo
- Clipeo
- Mandibole
- Ala superiore
- Ala inferiore
- Coxa
- Trocantere
- Femore
- Tibia
- Tarso
- Tergiti gastrali
- Sterniti gastrali

## Distribuzione e habitat
La Rissa persuasoria è presente in tutta Europa, in America settentrionale, nel Vicino Oriente, in Nord Africa e nell’ecosistema australiano. 
Abita spazi aperti, aree abitate, foreste e boschi.
La si può avvistare da luglio ad agosto, soprattutto lungo i sentieri e le radure delle foreste di conifere, o anche in zone dove i tronchi degli alberi morti sono impilati, dal momento in cui offrono riparo ad altre specie e sono, dunque, una ricca risorsa di cibo.
La Rissa persuasoria è diffusa anche in Italia, dove si può osservare con una certa facilità in estate tra le conifere, quando va alla ricerca di prede. 

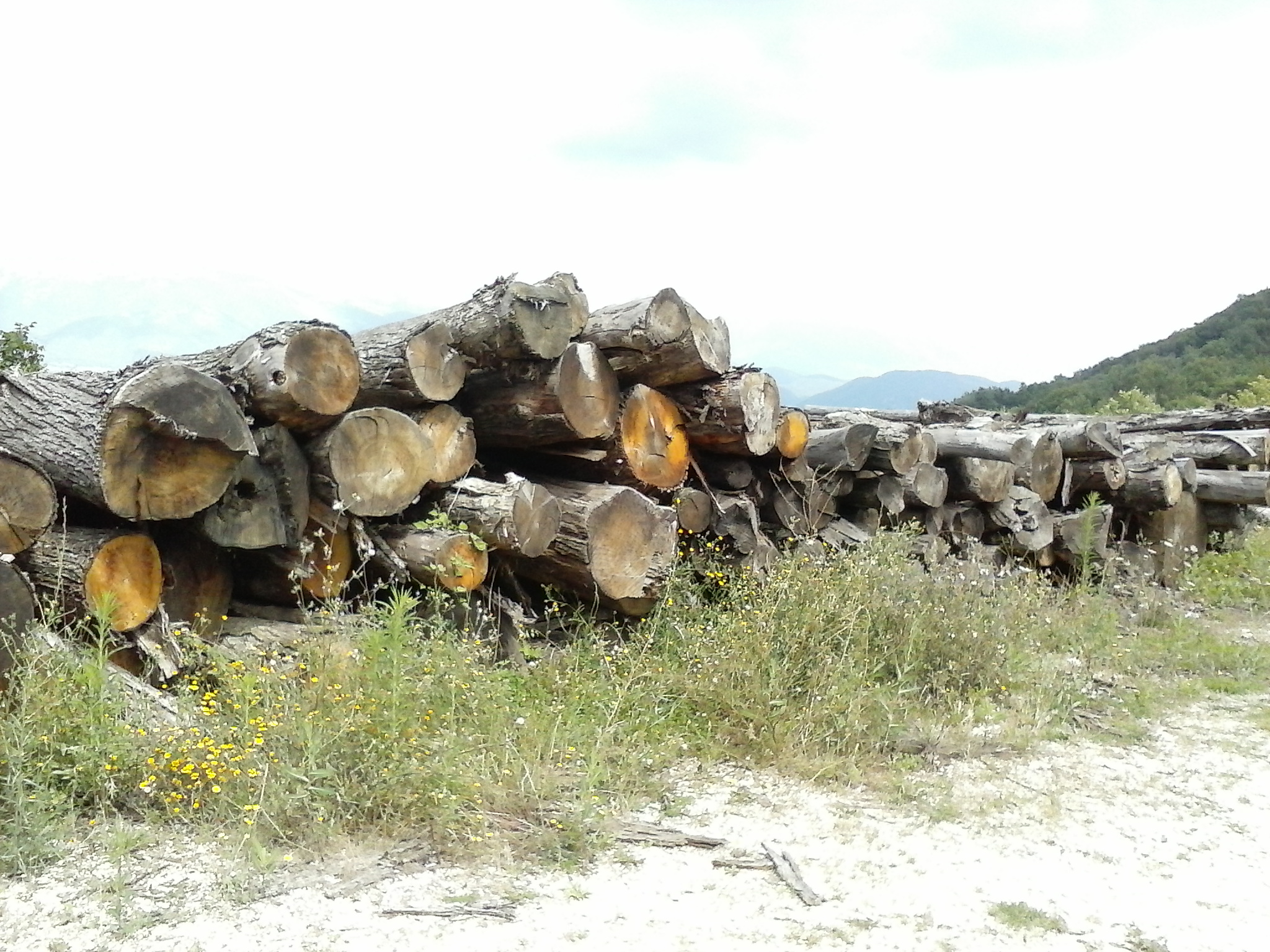
Legname accatastato: uno degli habiat prediletti dalla Rhyssa

## Rilevanza culturale
Conosciuta anche con il nome “Vespa sciabola”, la Rissa persuasoria ha la caratteristica di parassitare altri insetti e per tale motivo le si è attribuito anche il nome di “gigante icneumonide”, parola tradotta dal greco che originariamente significa “colui che segue le tracce” la quale fa riferimento all’abitudine di seguire con insistenza le vittime designate.
La famiglia delle vespe parassitoidi come la Rissa persuasoria è stata fonte di ispirazione per alcune opere culturali. Ad esempio per il film Alien (Ridley Scott, 1979), nel quale l’autore ha descritto gli orrori di una squadra di astronauti attaccati da un extraterrestre, il quale è cresciuto dentro un corpo umano per poi fuoriuscirne in seguito dopo essersi nutrito, alla stregua delle larve di Rissa persuasoria.
Ancor prima anche Darwin fu colpito dalle loro orribili abitudini: scrivendo a un amico sul tema di Dio, gli fece notare quanto il comportamento di questi insetti fosse cruento. Le sue parole furono molto esplicite circa il suo risentimento: “Non posso credere che un Dio benefico e onnipotente abbia creato volontariamente gli Ichneumonidi con l'esplicita intenzione che si nutrano dall’interno del corpo vivo di un bruco” (1860, Lettera ad Asa Gray).
La questione portò nell'Ottocento un vero e proprio dibattito, non solo di carattere naturalistico quanto teologico.
Ci fu chi esaltò lo sforzo compiuto da questi insetti per garantire la sopravvivenza della prole ignorando le sorti delle vittime parassitate; altri sottolinearono la pericolosità di alcuni insetti, di cui la Rissa persuasoria si ciba, nell’agricoltura e quindi si tentò di considerare l’attività di questi parassitoidi come una limitazione divina ai danni causati dai parassiti alle coltivazioni. Altri ancora sostenevano che, non essendo gli animali degli esseri morali, non si potevano trarre conclusioni etiche dai loro comportamenti, né tantomeno sostenere che siano insensibili al dolore.